# 미네하마촌
미네하마촌(峰浜村) 아키타현 북부에 위치하여 동해에 접해 있던 정이다. 농업이 주요 산업이지만 마을의 75%가 산림에서 임업도 이뤄지고 있었다. 2006년 3월 27일 야모리정과 합병해 핫포정이 되어 같은 날 미네하마촌이 폐지되었다.

## 교통

### 철도
- 동일본 여객철도 고노선

### 도로
- 국도 398호